# Horqin-Wüste
Die Horqin-Wüste (chinesisch 科尔沁沙漠, Pinyin Kē’ěrqìn Shāmò oder 科尔沁沙地,  Kē’ěrqìn Shādì) liegt im Osten der Inneren Mongolei in der Volksrepublik China auf dem Verwaltungsgebiet der Stadt Tongliao. Sie ist ein arides bis semi-arides Gebiet innerhalb der Horqin-Steppen-Region, größtenteils auf einer alluvialen Ebene am Mittel- und Unterlauf des Xiliao He ("Westlicher Liao-Fluss") gelegen.
Wegen der relativen Nähe zum Meer und unter Einfluss des Sommermonsuns erhält das Gebiet verglichen mit anderen chinesischen Trockengebieten verhältnismäßig  viele Niederschläge, vor allem im Juli und August. Die mittleren jährlichen Niederschlagshöhen betragen 315 bis 490 mm und die jährliche potenzielle Evaporation 1.800 mm. Vor allem von März bis Mai verursachen starke Winde Sandstürme und Staubwirbel.
Durch Überkultivierung, Abholzung für Brennholz und Überweidung kam es in der zweiten Hälfte des 20. Jahrhunderts zu einer fortschreitenden Wüstenbildung  in der Horqin-Steppe. So hatte die Horqin-Wüste 1959 eine Fläche von 42.300 km2. Im Zeitraum von 1975 bis 1987 dehnte sie sich jährlich um 1.142 km2 aus und erreichte 1985 62.000 km2. Bis 2010 nahm sie wieder ab auf 52.300 km2. Neunzig Prozent ihrer Gesamtfläche bestehen aus festen und halbfesten Dünen.